# Подружки (манга)
Подружки (яп. ガールフレンズ Га̄ру фурензу) — японская манга в жанре юри мангаки Милк Моринаги, выпускавшаяся издательством Futabasha с 2006 по 2010 год. Издана в пяти томах. Манга лицензирована в США компанией Seven Seas Entertainment, издавшей мангу в объединённых двух томах, в Тайване компанией Sharp Point Press, во Франции компанией Taifu Comics, в Германии компанией Carlsen, а в России — издательством Палма Пресс. На данный момент в России издано четыре тома. 28 января 2011 года по мотивам манги была выпущена одноимённая Drama CD.
В соответствии с послесловием первого тома, написанным автором, мангака писала историю на основе той части своей жизни, когда она училась в средней школе, с поправкой на технический прогресс, к примеру, в сюжет были добавлены мобильные телефоны.

## Сюжет
История разворачивается вокруг ученицы средней школы Марико Кумакуры. С помощью советов своей подруги Акико Охаси она превращается в одну из самых популярных девочек школы, но поначалу не замечает, что её отношения с ней перерастают в категорию романтических.

## Персонажи
- Марико Кумакура (яп. 熊倉 真理子 Кумакура Марико), также просто Мари.

Главная героиня истории. Вежливая и застенчивая девушка, зачастую проводящая свободное время с книгой в руках. Однако дружба с Акико изменяет её и человеческие качества девушки начинают развиваться по новому.
- Акико Охаси (яп. 大橋 亜希子 О:хаси Акико), также просто Акко.

Уверенная в себе и очень привлекательная девушка. Её образ включает в себя стереотипные представления о девочке-подростке, такие как заинтересованность в «нужных» знакомствах, увлечение модой и сидение на диетах.
- Сатоко Сугияма (яп. 杉山 里子 Сугияма Сатоко), также Суги-сан.

Весёлая и любящая выпить девушка. Именно она первой заметила, что отношения Мари и Акико переходят в романтические. И хотя это несколько её беспокоит, она предпочитает всегда оставаться в стороне.
- Тамами Сэкинэ (яп. 関根 珠実 Сэкинэ Тамами).

Лучшая подруга Сатоко. Отаку (обожает мангу и аниме, в том числе юри-тематики).